# Уаткъм
Окръг Уаткъм (на английски: Whatcom County) е окръг в щата Вашингтон, Съединени американски щати. Площта му е 6485 km², а населението – 221 404 души (2017). Административен център е град Белингам.

## Градове
- Евърсън
- Нуксак